# USS Rhode Island (BB-17)
USS Rhode Island (BB-17) – amerykański pancerniki typu Virginia. Drugi okręt United States Navy noszący nazwę pochodzącą od stanu Rhode Island.
Okręt został zwodowany 17 maja 1904 w stoczni Fore River Shipbuilding Company. Matką chrzestną była pani F. C. Dumaine. Pierwszym dowódcą został komandor Perry Garst. Pancernik wszedł do służby 19 lutego 1906.
1 stycznia 1907, po przejściu prób i rejsu odbiorczego w pobliżu wschodniego wybrzeża USA pomiędzy Hampton Roads i Bostonem został przydzielony do 2 Dywizjonu 1 Eskadry Floty Atlantyku. 9 marca 1907 opuścił Hampton Roads i udał się w rejon zatoki Guantánamo, by uczestniczyć w ćwiczeniach artyleryjskich i szkoleniu w składzie eskadry. Następnie wrócił w rejon Hampton Roads i Zatoki Cape Cod.
8 września 1907 dołączył do 15 innych pancerników eskadry torpedowców i transportowców i uczestniczył w wielkim przeglądzie Floty Atlantyku rozpoczynającym jej podróż na zachodnie wybrzeże (później dookoła świata). Przeglądu Wielkiej Białej Floty dokonał prezydent Theodore Roosevelt 16 grudnia, po czym wysłał ją w pierwszą część długiej podróży. „Rhode Island” zawinął do Trynidadu, Rio de Janeiro, Punta Arenas, Callao i Zatoki Magdaleny, 14 kwietnia 1908 dotarł do San Diego.
W lipcu „Rhode Island” popłynął na północ w rejon Puget Sound. Cała flota opuściła San Francisco 7 lipca i udała się w rejs, w czasie którego odwiedziła Honolulu, Auckland, Sydney, Melbourne i Manilę, 2 października dotarła na Filipiny. Z Manili pancernik popłynął do Jokohamy i wrócił do Olongapo na Filipinach pod koniec października. 1 grudnia opuścił Cavite i odwiedził Kolombo, Suez, Marsylię i Gibraltar, 22 lutego 1909 dotarł do Hampton Roads.
8 marca 1909 wszedł do New York Navy Yard na przegląd. Został przydzielony do 3 Dywizjonu 1 Eskadry. W 1910 kontynuował służbę we Flocie Atlantyku. uczestnicząc w ćwiczeniach, m.in. na Karaibach (w lutym 1910). 20 października 1910 został przydzielony do 4 Dywizjonu 1 Eskadry. 2 listopada 1910 „Rhode Island”, wraz z innymi jednostkami floty, przeszedł przegląd w Bostonie przeprowadzony przez prezydenta Howarda Tafta. Następnie jednostka udała się na wody europejskie. Wykonując szkolenia bojowe i zwiadowcze flota prowadziła ćwiczenia w drodze do Gravesend w Anglii. 13 stycznia 1911 pancernik wrócił do zatoki Guantánamo.
Do wybuchu I wojny światowej kontynuował zadania w ramach Floty Atlantyku. W czerwcu i lipcu popłynął na południe do Key West, Hawany i zatoki Guantánamo, ale poza tym pozostawał w pobliżu wschodniego wybrzeża USA, operując pomiędzy Hampton Roads i Rockland. 17 lipca 1912 został przeniesiony do 3 Dywizjonu 1 Eskadry i stał się okrętem flagowym. 1 sierpnia przekazał proporzec jednostki flagowej pancernikowi „New Jersey” w ramach okresowej rotacji obowiązków pomiędzy poszczególnymi jednostkami dywizjonu.
Dowódca 3 Dywizjonu 1 Eskadry przeniósł swój proporczyk z „Virginii” na „Rhode Island” 28 czerwca 1913 i pozostawał na pokładzie do 18 stycznia 1914. Pod koniec 1913 pancernik popłynął bronić amerykańskich interesów w pobliżu wybrzeża Meksyku. 4 listopada 1913 dotarł do Veracruz. Do lutego 1914 operował niedaleko Tampico i Tuxpan. Po dwóch tygodniach spędzonych w zatoce Guantánamo wrócił na północ, na wody Wirginii.
Do 1916 odbywał okresowe przeglądy w stoczni, ćwiczenia artyleryjskie i formacje. Pozostawał głównie w pobliżu wschodniego wybrzeża USA, ale okazjonalnie udawał się na wody położone bardziej na południe. Od października 1914 do marca 1915 i od stycznia do lutego 1916 przebywał w okolicach karaibskich portów. Od 19 lutego 1914 do 20 stycznia 1915 pełnił rolę okrętu flagowego 4 Dywizjonu 1 Eskadry.
15 maja 1916 został przydzielony do ograniczonej służby w rezerwie (ang. reduced commission in reserve) w Boston Navy Yard i został tego dnia wydzielony z Floty Atlantyku. Pancernik był jednostką flagową dowódcy Sił Rezerwowych od 24 czerwca 1916 do 28 września.
27 marca 1917 w Hampton Roads pancernik wrócił do pełnej służby. 3 maja 1917, krótko po tym jak Stany Zjednoczone przystąpiły do I wojny światowej, na okręcie podniesiono proporzec dowódcy 3 Dywizjonu Pancerników Floty Atlantyku i rozpoczęto intensywne szkolenia artyleryjskie oraz alarmowe, by osiągnąć gotowość bojową. „Rhode Island” został przydzielony do pełnienia służby przeciw okrętom podwodnym w pobliżu Tangier Island. W 1918 po powrocie do bazy w Hampton Roads został przeniesiony do 2 Dywizjonu Pancerników. W czerwcu, pozostając gotowym do zamorskiego przydziału, podjął specjalne ćwiczenia torpedowe.
Po zakończeniu wojny w listopadzie 1918 został przydzielony do transportu żołnierzy amerykańskich z Europy do USA. Na pokład załadowano kilkaset dodatkowych łóżek i pancernik odbył pięć podróży do Europy i z powrotem, przewożąc pomiędzy 18 grudnia 1918 i 4 lipca 1919 ponad 5000 ludzi.
17 lipca 1919 w Bostonie okrętowi przydzielono rolę jednostki flagowej 1 Dywizjonu Pancerników. Pancernik opuścił Boston Navy Yard 24 lipca i udał się w rejon Kanału Panamskiego i Balboa. Później wrócił do Mare Island Navy Yard w celu otrzymania nowego przydziału. Pozostawał tam do 20 czerwca 1920, kiedy to został wycofany ze służby i umieszczony w rezerwie.
4 października 1923 uznany za niepotrzebny w przyszłych konfliktach, 1 listopada 1923, zgodnie z ustaleniami traktatu waszyngtońskiego, Amerykanie musieli pozbyć się m.in. 13 pancerników, głównie predreadnoughtów. Równocześnie, amerykański senator ze stanu Meryland, Joseph Irwin France stworzył projekt ustawy, na mocy której Amerykanie przekazaliby Polsce aż 5 z tych okrętów – USS „Virginia”, USS „Nebraska”, USS „Georgia”, USS „New Jersey” i USS „Rhode Island”. W swoim czasie były to całkiem potężne jednostki, jednak podczas I wojny światowej były już całkowicie przestarzałe. Okręty miały być przekazane za darmo, natomiast polskie władze miały pokryć kolosalne koszty ich podróży do Europy. Projekt jednak upadł, zapewne z powodu kosztów, których Polska nie mogła wówczas pokryć.
Dzwon okrętowy znajduje się na wystawie w Rhode Island State House w Providence.
„Rhode Island” został uwieczniony na znaczku pocztowym wydanym na Wyspach Marshalla w 1997.